# Peter Josef Franz Dautzenberg
Peter Josef Franz Dautzenberg (* 20. April 1769 in Aachen; † 16. März 1828 ebenda), aus dem Geschlecht Totzenbergh aus Vaals/NL abstammend, war ein deutscher Journalist und Zeitungsverleger sowie Begründer der Stadtbibliothek Aachen.

## Leben und Wirken
Der Sohn des Aachener Goldschmiedes Gerhard Dautzenberg und der Karoline Antonette Fabritius besuchte das damalige Jesuitengymnasium und heutige Kaiser-Karls-Gymnasium in Aachen. Bereits während seines Studiums gründete er im Jahre 1790 die Zeitung Politischer Merkur für die Niedern Reichslande, welche dann später aus Zensurgründen mit dem neutraleren Namen Aachner Zuschauer versehen wurde, da Dautzenberg sich in seinen Schriften vehement für die Französische Revolution einsetzte, wobei er besonders der Gedankenwelt von Jean-Jacques Rousseau gegenüber offen war. Auch pflegte er einen regen politischen Gedankenaustausch und Briefwechsel mit dem Publizisten Joseph Görres.
Während der Zeit der französischen Besatzung der linksrheinischen Territorien übernahm Dautzenberg den Neuaufbau des französischen Postwesens, erhielt die Berufung zum Vorsitzenden der Prüfungskommission für Elementarlehrer und war schließlich von 1802 bis 1804 Bürochef der Aachener Präfektur des Département de la Roer. Nach dem Ende der französischen Besatzungszeit und der Eingliederung in das Königreich Preußen im Jahre 1814 wurde Dautzenberg zunächst Spezialkommissar der Einquartierungskommission, bevor er schließlich 1822 in den Stadtrat gewählt wurde.
Während seiner gesamten Laufbahn war er stets noch als Privatgelehrter und Journalist tätig sowie als Sammler historischer Bücher aller Fachrichtungen mit einer eindeutigen Bevorzugung der französischen Literatur. Er trug diese Universalbibliothek ohne individuelle Schwerpunkte in Zeiten revolutionärer Unruhen zusammen, hierbei vor allem durch Ankauf verschiedener Privatbibliotheken wie beispielsweise des Kölner Kanzlers Johann Friedrich Karg von Bebenburg, des Kölner Weihbischofs Clemens August von Merle oder des Generalvikars Johann Arnold de Reux. Schließlich umfasste seine Sammlung mehr als 10.000 Exemplare, die er nach seinem Tod der Stadt Aachen vermachte. Diese Stiftung bildete zusammen mit der alten bisher nicht öffentlichen Ratsbibliothek sowie weiteren Gelehrtenbibliotheken den Grundbestand der von ihm zur Auflage gemachten und initiierten öffentlichen Stadtbibliothek, welche dann im Jahre 1831 offiziell eröffnet wurde.